# Антиох (баща на Селевк I)
Вижте пояснителната страница за други личности с името Антиох.
Антиох (на старогръцки: Ἀντίοχος, Antiochos, IV век пр.н.е.) е македонец, баща на Селевк I Никатор и прародител на Селевкидската династия. Той служи като висш военачалник на цар Филип II Македонски (упр. 359-336 г. пр. Хр.).
Той произлиза от Орестис в Горна Македония. Неговият баща се казва вероятно Селевк, а брат му Птолемей (умр. 333 г. пр. Хр.), военачалник при Александър Велики.
Антиох се жени за македонската благородничка Лаодика. Двамата имат ок. 358 г. пр. Хр. син, Селевк I Никатор, основателят на Селевкидската династия в Сирия, за когото Лаодика казва, че е син на Аполон, и дъщеря Дидимея.
Селевк I Никатор нарича няколко града на баща си Антиохия.